# Parasteropontius bandicola
Parasteropontius bandicola is een eenoogkreeftjessoort uit de familie van de Asterocheridae. De wetenschappelijke naam van de soort is voor het eerst geldig gepubliceerd in 1992 door Humes.